# James Peter Quinn
Pour les articles homonymes, voir Quinn.
James Peter Quinn né à Melbourne 4 décembre 1869 et mort dans la même ville le 18 février 1951 est un peintre australien.

## Biographie

### Jeunesse et formation en Australie et en France
James Peter Quinn naît à Melbourne le 4 décembre 1869. Ses parents, John Quinn, restaurateur né à Antigua, dans les Caraïbes, et son épouse anglaise Ann (née Long), meurent alors qu'il est encore très jeune,.
Sa famille adoptive le place en apprentissage chez un graveur, mais il étudie le dessin à temps partiel sous Frederick McCubbin à la National Gallery of Victoria Art School de Melbourne de 1887 à 1889, puis la peinture auprès de George Folingsby et Lindsay Bernard Hall de 1890 à 1893,. Il remporte plusieurs prix, et grâce à une bourse de voyage de la National Gallery of Victoria, Quinn quitte l'Australie pour l'Angleterre mais part rapidement à Paris pour étudier pendant près d'une décennie (1893-1901) à l'Académie Julian, à l'École des beaux-arts — où il a pour professeur Jean-Paul Laurens —, à l'Académie Colarossi et à l'Académie Delécluse,. Entre 1896 et 1898, il séjourne aussi à la colonie artistique d'Étaples dans le nord de la France, aux côtés d'autres Australiens, dont Rupert Bunny, Hilda Rix Nicholas et Edward Cairns Officer,.

### Carrière en Angleterre
Quinn repart à Londres vers 1902, où il épouse sa camarade de classe d'art Blanche Louise Guernier en septembre. En 1904, Quinn est un portraitiste très prolifique et expose à la Royal Academy of Arts. Sa production de meilleure qualité se situe entre 1904 et 1910. Sa famille est l'un de ses sujets de prédilection, et son Mère et Fils (en français) reçoit une mention honorable au Salon des artistes français à Paris en 1912. Il reçoit des commandes pour peindre Joseph Chamberlain, la duchesse d'York et le duc de Windsor. Sa production inclut aussi de nombreux autoportraits.
En 1918-1919, Quinn est accrédité artiste de guerre officiel pour la Première force impériale australienne pendant la Première Guerre mondiale, peignant des officiers éminents en France, ce qui provoque des frictions considérables avec les autorités et les autres artistes. Il produit en tout 18 portraits.
En 1919 à Londres, Quinn expose à la Grafton Galleries. Il peint le général John Monash, commandant en chef du Corps australien qui a eu un rôle prépondérant lors de la bataille d'Amiens (1918), point d'inflexion de la guerre en faveur des alliés. Le portrait de Quinn a appartenu à la famille Monash-Bennett jusqu'à son prêt permanent à la National Portrait Gallery of Australia, à Canberra. Ce portrait a servi de modèle à la médaille Monash, décerné chaque année à un Australien exceptionnel pour sa contribution en matière de leadership, d'intégrité et de service à la communauté australienne et au-delà.
À partir de 1919, Quinn devient avec George James Coates peintre officiel de Canadian War Records,. Par la suite, il devient également membre du conseil de la London Portrait Society, membre de la Royal Society of Portrait Painters et de la Royal Institute of Oil Painters, exposant régulièrement avec ces institutions à la Royal Academy ainsi qu'au Salon de Paris.

### Retour en Australie
À la mort de son fils René, James Peter Quinn revient soudainement en Australie en décembre 1935. Il expose à plusieurs reprises à la Fine Art Society's Gallery de Melbourne en 1936 puis à la Royal South Australian Society of Arts Gallery l'année suivante. Son retour en Australie est celui d'un artiste acclamé, et il est invité à rejoindre la très conservatrice Victorian Artists Society (en) — qu'il avait déjà brièvement rejoint avant son départ en Europe, en 1888 — dont il reste membre jusqu'en 1950 et en est le président pendant un an,.
Cependant, son ouverture aux artistes pratiquant l'art moderne lui attire des inimitiés et est la base d'une confrontation publique avec le Premier ministre Robert Menzies, ce qui l'isole de la communauté artistique locale. Il continue néanmoins à exposer, notamment à la Ballarat Fine Art Gallery, et enseigne brièvement à la National Gallery of Victoria Art School.
James Peter Quinn meurt à Prahran, dans la banlieue de Melbourne, le 18 février 1951, des suites d'un cancer. Il est ensuite enterré au cimetière de St Kilda (en) et laisse un fils.

## Conservation
Ses portraits de guerre sont conservés au mémorial australien de la guerre à Canberra et la plupart des collections publiques d'Australie conservent des œuvres de James Peter Quinn, comme la Bibliothèque nationale d'Australie.

## Œuvres dans les collections publiques
- Le Touquet-Paris-Plage, musée du Touquet-Paris-Plage, Débarquement de poissons, huile sur toile, 35,8 × 46,2 cm, 1896, achat 2009